# Сенаго
Сенаго, Сенаґо (італ. Senago) — муніципалітет в Італії, у регіоні Ломбардія,  метрополійне місто Мілан.
Сенаго розташоване на відстані близько 490 км на північний захід від Рима, 14 км на північ від Мілана.
Населення — 21 661 особа (2014).
Покровитель — Maria SS. Assunta.

## Демографія
Населення за роками:

Станом на 1 січня 2023 року в муніципалітеті офіційно проживало 1729 іноземців з 70 країн, серед них 441 громадянин країн Євросоюзу та 141 громадянин України.

## Сусідні муніципалітети
- Боллате
- Чезате
- Гарбаньяте-Міланезе
- Лімб'яте
- Падерно-Дуньяно